# Vale do Jequiriçá
O Vale do Jiquiriçá é uma região do estado brasileiro da Bahia, na Região Nordeste do país, que é principalmente definida pelas cidades próximas ao Rio Jiquiriçá. O rio recebeu esse nome pelos indígenas que habitavam as margens de toda bacia hidrográfica, e o significado está atribuído ao "jiqui" instrumento de pesca, e se refere a um modo de pesca de armadilha, em que se enchia um cesto com formigas "içá" para atrair os peixes. Em 1904 o nome do rio Jiquiriçá, passou também a ser de uma das cidades banhadas por suas águas.
Com a Lei Estadual nº 13.214/2014, a região tornou um dos Territórios de Identidade do Estado da Bahia abrangendo 20 municípios em uma área de 10.467,49 km², com densidade demográfica de 29 hab/km². Segundo dados do IBGE 2011, o Território do Vale do Jiquiriçá totaliza cerca de 303.589 habitantes.
O ponto cultural de referência do Território de Identidade do Vale do Jiquiriçá é a Casa de Cultura de Mutuípe, administrada pela Secult-BA.

## Cidades
As principais cidades da região numa definição estritamente geográfica   incluem:
- Amargosa
- Brejões
- Cravolândia
- Elísio Medrado
- Irajuba
- Itaquara
- Itiruçu
- Jaguaquara
- Jiquiriçá
- Lafaiete Coutinho
- Laje (Bahia) (antiga Nova Laje)
- Lajedo do Tabocal
- Maracás
- Milagres (Bahia)
- Mutuípe
- Nova Itarana
- Planaltino
- Santa Inês (Bahia)
- São Miguel das Matas (antiga São Miguel d'Aldeia)
- Ubaíra

Porém, levando o contexto histórico e proximidade geográfica, várias outras cidades podem ser incluídas:
- Aratuípe
- Cairu
- Castro Alves (Bahia)
- Conceição do Almeida
- Diógenes Sampaio
- Jaguaripe
- Monte Cruzeiro
- Nazaré (Bahia)
- Nilo Peçanha (Bahia)
- Pedra Branca
- Rafael Jambeiro
- Rio da Dona
- Santo Antônio de Jesus
- São Felipe (Bahia)
- Tapera
- Taperoá (Bahia)
- Valença (Bahia)

## Filhos Ilustres
Lista de personalidades de destaque com origens em cidades do Vale do Jiquiriçá:
| Nome                         | Cidade     | Descrição |
| ---------------------------- | ---------- | --- |
| Julival Pires Rebouças       | Mutuípe    | Jurista, Prefeito interino de Salvador em 1967.                                                                             |
| Dom Florêncio Sisínio Vieira | Jiquiriçá  | Bispo católico brasileiro - I da Diocese de Amargosa - Bahia.                                                               |
| Rogério Duarte Guimarães     | Ubaíra     | Designer, ilustrador, músico, escritor e intelectual. É considerado um dos criadores que deu origem a Tropicália.           |
| Natur Assis                  | Ubaíra     | Poeta |
| Josaphat Marinho             | Ubaíra     | Jurista, professor e político (Senador pela Bahia).                                                                         |
| Eulália Ferreira Leal        | Amargosa   | Mãe de Jorge Amado |
| Paulinho Boca de Cantor      | Santa Inês | Foi um dos membros fundadores do grupo de MPB Novos Baianos, que durou de 1969 a 1979.                                      |
| Vasconcelos Maia             | Santa Inês | Bacharel em direito e escritor                                                                                              |
| Augusto Frederico de Lacerda | Valença    | Engenheiro, que dentre os seus trabalhos destaca-se o Elevador Lacerda, uma das principais atrações turísticas de Salvador. |
| Ilmar Galvão                 | Jaguaquara | Jurista, ex-ministro do Superior Tribunal de Justiça e do Supremo Tribunal Federal.                                         |
| Pedro Calmon                 | Amargosa   | Professor, político, historiador, biógrafo, ensaísta e orador.                                                              |
| Francisco Muniz Barreto      | Jaguaripe  | Poeta, militar, escriturário da alfândega da Bahia e considerado o maior repentista (Brasileiro) do império.                |
| Nestor Duarte Guimarães      | Caetite    | Jurista, romancista e politico.                                                                                             |